# Vernonia cronquistii
Vernonia cronquistii là một loài thực vật có hoa trong họ Cúc. Loài này được S.B.Jones miêu tả khoa học đầu tiên năm 1976.